# Das letzte Kleinod

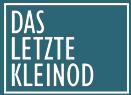

Das letzte Kleinod ist ein Theaterprojekt, das seit 1991 von Jens-Erwin Siemssen und Juliane Lenssen geleitet wird. Es inszeniert seine Stücke nicht auf einer Bühne, sondern an Original-Schauplätzen, die zu den Inhalten gehören. Die Theatervorstellungen werden mit einem internationalen Ensemble in Deutschland, Europa und Übersee produziert.

## Aufführungsorte
Die Inszenierungen spiegeln die Auseinandersetzung mit der Kulturlandschaft an der Nordseeküste wider. Die historischen Aufführungsorte des „letzten Kleinods“ sind nicht immer leicht erreichbar. Die Marinefestung Langlütjen, die an sich für Besucher gesperrt ist, wurde mit einem Schiff von Bremerhaven aus angesteuert. Die MUNA Lübberstedt, auf der 2010 nach der Räumung durch die Bundeswehr die Geschichte dieses Geländes gespielt wurde, war für die Besucher nur auf dem stillgelegten Gleis vom Bahnhof Lübberstedt mit einem gecharterten historischen Triebwagen von 1920 erreichbar. Er fuhr die Zuschauer während der Aufführung auch an verschiedene Orte innerhalb des ehemals militärischen Geländes. Die verlorenen Söhne erzählte 2010 von zwei jungen Spiekeroogern, die zum Walfang in Grönland ausfuhren. Außer in Spiekeroog wurde das Stück auch in Bremerhaven, Cuxhaven sowie in einem Kulturzentrum und in einem alten Transchuppen in Nuuk und Uummannaq auf der Insel aufgeführt.

## Aufführungsinhalte
„Die Vorstellungen erzählen die Geschichten der Spielorte und ihrer Bewohner. Die Stücke entstehen meist aus mündlichen Überlieferungen. Das Theater bevorzugt internationale Themen, bei denen die regionale Geschichte in Bezug zu anderen Teilen der Welt steht. Dafür werden Gastkünstler aus den jeweiligen Kulturkreisen eingeladen und Gastspiele im Partnerland durchgeführt.“

Die Inhalte der Theaterstücke basieren immer auf historischen Fakten, die der Regisseur Jens-Erwin Siemssen penibel recherchiert hat. Deshalb kommen sie Dokumentationen sehr nahe.

### Knüppelkrieg in der Franzosenzeit an der Nordseeküste
Während der von Napoleon verhängten Kontinentalsperre kamen Fischerei und Frachtschifffahrt an der Nordseeküste zum Erliegen. Von der Not und den Aufständen an der Küste handelt das Stück Knüppelkrieg (2011).

### Boat People
Nach einer Flucht über das südchinesische Meer erreichte im Schneewinter 1979 eine Familie aus Vietnam ihr Asyl in Norddeutschland.

### Muna Lübberstedt
Während des Krieges produzierten von 1941 bis 1945 Zwangsarbeiter und KZ-Häftlinge in der MUNA Lübberstedt, einem Außenlager des KZ Neuengamme, Seeminen und Flak-Munition.

### Die verlorenen Söhne
In dem 2010 an verschiedenen Orten in Deutschland und Grönland aufgeführten Stück geht es um die Walfänger, die von der Nordseeküste auszogen, in Grönland Walfang zu betreiben.

### Rittergut Altluneberg
Das Leben in Altluneberg bei Bremerhaven wurde lange Zeit vom Rittergut bestimmt. Nach dem Zweiten Weltkrieg verdienten dort viele Flüchtlinge ihren Lebensunterhalt und verhalfen dem Betrieb zu einer letzten Blüte. Nach der Einstellung des Betriebes (1980) verhalf das „letzte Kleinod“ den Zuschauern zu einem Zugang auf dem sonst verschlossenen Gelände mit den großen Stallungen und einem Park hinter dem Gutshaus.

### Untergang der Johanne
1854 war die Dreimastbark „Johanne“ auf dem Weg von Bremerhaven nach Amerika. Die überwiegend hessischen Auswanderer kamen aber nicht dort an, weil das Schiff vor Helgoland in einen Sturm kam und bei Spiekeroog strandet. Im Mai 2009 wurde das Stück am Originalschauplatz, dem Strand vor der Insel, uraufgeführt. Danach wurde es auch in Bremerhaven und Cuxhaven aufgeführt zu einem großen Teil auf Plattdeutsch.

### Dat Schiff war kalt
In einer „begehbaren Inszenierung“ wurden die Besucher in kleinen Gruppen durch das inzwischen leer stehende Seemannsheim Fischereihafen im Fischereihafen Bremerhaven geführt. Hausmutter, Seeleute, Küchenfrauen, Pastor und Koch erzählten vom Leben der Seeleute.

### Koldeweys Polarfahrt
Karl Christian Koldewey brach 1868 von Bremerhaven mit der Grönland zur Ersten Deutschen Nordpolar-Expedition auf. Das erhaltene Schiff gehört zu den Ausstellungsstücken des Deutschen Schifffahrtsmuseums in Bremerhaven. Auf diesem Segelschiff wurde das Theaterstück inszeniert.

### King of Tonga
„Im Alten Land erzählt man sich die Legende des Seemanns Hinrich Meyer. Der Matrose aus Jork soll vor Tonga Schiffbruch erlitten haben, eine Häuptlingstochter geheiratet und zum König von Tonga gekrönt worden sein. Mit 16 blauen Stahlfässern inszenierte Das Letzte Kleinod vor der Cuxhavener Kugelbake eine Theatervorstellung über die Sehnsucht von der Nordsee nach der Südsee.“

### Kabeljaukrieg
1977 gab es zwischen Island und Großbritannien den Konflikt um die 200-Seemeilen-Zone im Fischereirecht. 30 Jahre später wurde dieser Kampf mit dem Theaterstück in Cuxhaven und auf dem Fischmarkt der isländischen Stadt Hafnarfjörður aufgeführt.

### Samaria
Kurz nach dem Krieg brachte der Passagierdampfer Samaria heimatlose Flüchtlinge von Cuxhaven nach Halifax (Kanada). Am Originalschauplatz Steubenhöft in Cuxhaven und am Pier 21 in Halifax wurde 60 Jahre später die Geschichte der Auswanderer erzählt.

### Langlütjen II
2006 ging Siemssen mit seinem Schauspielerteam auf die Festungsinsel Langlütjen, um in den Kasematten und Wallanlagen ein dokumentarisches Spiel auf der Insel aufzuführen. Die Zuschauer wurden mit dem Schiff von Bremerhaven auf die Insel gefahren und so erhielt die Öffentlichkeit erstmals Zugang zur Insel.

### Mkono Wa Damu
Der Titel dieses Stückes, das 2005 in Neuhaus, Cuxhaven, auf Sansibar und in Tansania aufgeführt wurde, heißt auf Deutsch: „Der Mann mit den blutigen Händen“. Es beschäftigt sich mit Carl Peters, der 1884 die Gesellschaft für Deutsche Kolonisation gründete, das Kerngebiet des späteren Deutsch-Ostafrika erwarb aber 1897 unehrenhaft aus dem Reichsdienst entlassen wurde.

### Sorr
2004 wurde in Deutschland, den Niederlanden und Dänemark das Stück „Sorr“ aufgeführt, das sich mit dem Leben im Watt beschäftigt. „Die Inszenierung erzählte vom Schlick, von der Flut, vom Sturm, vom Fisch, von der Arbeit und vom Schiff.“

### Eismitte
Die Vorstellung fand 2004 bei −24 °C im Kühlhaus statt. Das Thema war die letzte Grönlandexpedition Alfred Wegeners. Nach Tagebuchaufzeichnungen entstand das Drehbuch – die Zuschauer erhielten Schlafsäcke und Wärmflaschen, um sich vor der Kälte des Aufführungsortes zu schützen.

### Morriña
In den Fischereihäfen von Cuxhaven und Vilanova de Arousa in Spanien wurde das Stück 2003 aufgeführt, das von Immigranten erzählt, die aus Spanien nach Cuxhaven einwanderten, um in der Fischindustrie zu arbeiten. Der Titel bedeutet auf Deutsch: Heimweh.

### Exodus
Im Sommer 1947 versuchten 4.500 heimatlose Juden mit dem Dampfer Exodus nach Palästina auszuwandern. Unter den Augen der entsetzten Weltöffentlichkeit holten britische Soldaten die Passagiere in Haifa mit Waffengewalt vom Schiff und deportierten sie ausgerechnet ins kalte Nachkriegsdeutschland. In ehemaligen Wehrmachtskasernen in Emden und Wilhelmshaven harrten sie monatelang aus, bis die Gründung des Staates Israel ihnen die Übersiedlung ermöglichte.

### Displaced
Drei Tage und drei Nächte hing sie unter einem Laster. Zusammen mit ihrem kleinen Bruder und den Eltern flüchtete die Dreizehnjährige aus einem Land mitten in Europa, aus Angst vor herumziehenden Banden junger Milizionäre.
Im Bahnhof von Geestenseth startete ein Theaterworkshop mit fünfzehn jugendlichen Migranten aus Bosnien, Mazedonien, dem Sudan und Afghanistan. Sie erzählten von ihrer Heimat und der Flucht, um aus diesen Geschichten im Lauf der kommenden Monate ein Theaterstück zu machen. Ab April werden sie dabei von zwanzig Schülern der Max-Eyth-Schule unterstützt.

### Dorf-Asyl
Sie kommen aus Flüchtlingslagern in Syrien, Äthiopien, dem Kongo oder einem anderen Brennpunkt dieser Welt. Haben Gewalt, Hunger oder Dürre hinter sich. Wurden mit Flugzeugen nach Deutschland gebracht und in einem Durchgangslager notdürftig auf das Leben in der Fremde vorbereitet. Jetzt sind die in einem kleinen Dorf in Niedersachsen angekommen. Zunächst noch argwöhnisch beäugt von der Dorfgemeinschaft, die Angst um Ruhe und Frieden hat.

### Passenger Processing
2021 wurde im verlassenen Columbusbahnhof in Bremerhaven das Theaterstück Passenger Processing aufgeführt. Hier konnte in kleinen Gruppen auf einer Führung durch den aufgegebenen Bahnhof eine Zeitreise ins Bremerhaven der 50er, 60er und 70er Jahre erlebt werden. Hafenarbeiter, Festmacher, amerikanische Soldaten, Schiffsmakler, ein Shantychor, Kioskbesitzer, Blumenhändler, Kellnerin und Taxifahrer erzählten vom Leben am Hafen.

## Inhaltliche Recherche der Stücke
Der Regisseur Jens-Erwin Siemssen forscht den historischen Inhalten seiner Stücke intensiv nach. Die Flucht der Boatpeople ließ er sich von den Flüchtlingen erzählen. Die Zusammenhänge zwischen der Not der Küstenbewohner und der Macht Napoleons erforschte er in Archiven und informierte sich bei Historikern der Region um Bremerhaven. Für das Stück Muna Lübberstedt ging Siemssen nicht nur in die Archive, sondern sprach mit Menschen, die während der NS-Zeit in der Fabrik gearbeitet hatten sowie mit Zivilbediensteten der Bundeswehr in der Muna-Lübberstedt. Die Inhalte des Stückes Rittergut Altluneberg erfuhr Siemssen vom Besitzer des Gutes, das der Bremer Werner Schierenberg 1897 kaufte und dessen Erben den Betrieb 1980 einstellten. Für den Untergang der Johanne forschte der Regisseur in Kirchenbüchern, Zeitungsartikeln und Gerichtsakten. Außerdem suchte er den Kontakt zu Menschen die noch mündliche Überlieferung kannten.

## Logistik

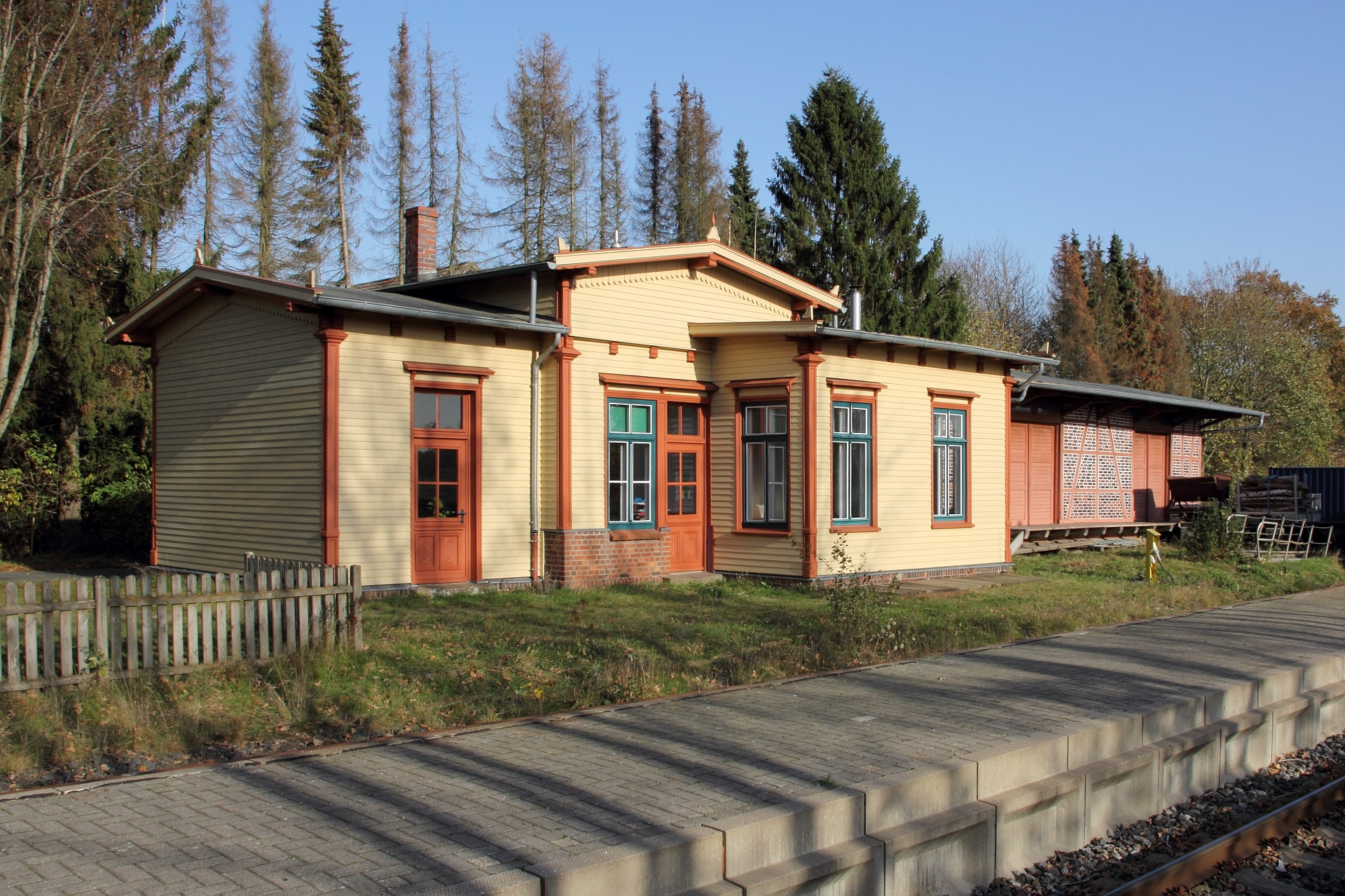
Bahnhof Geestenseth

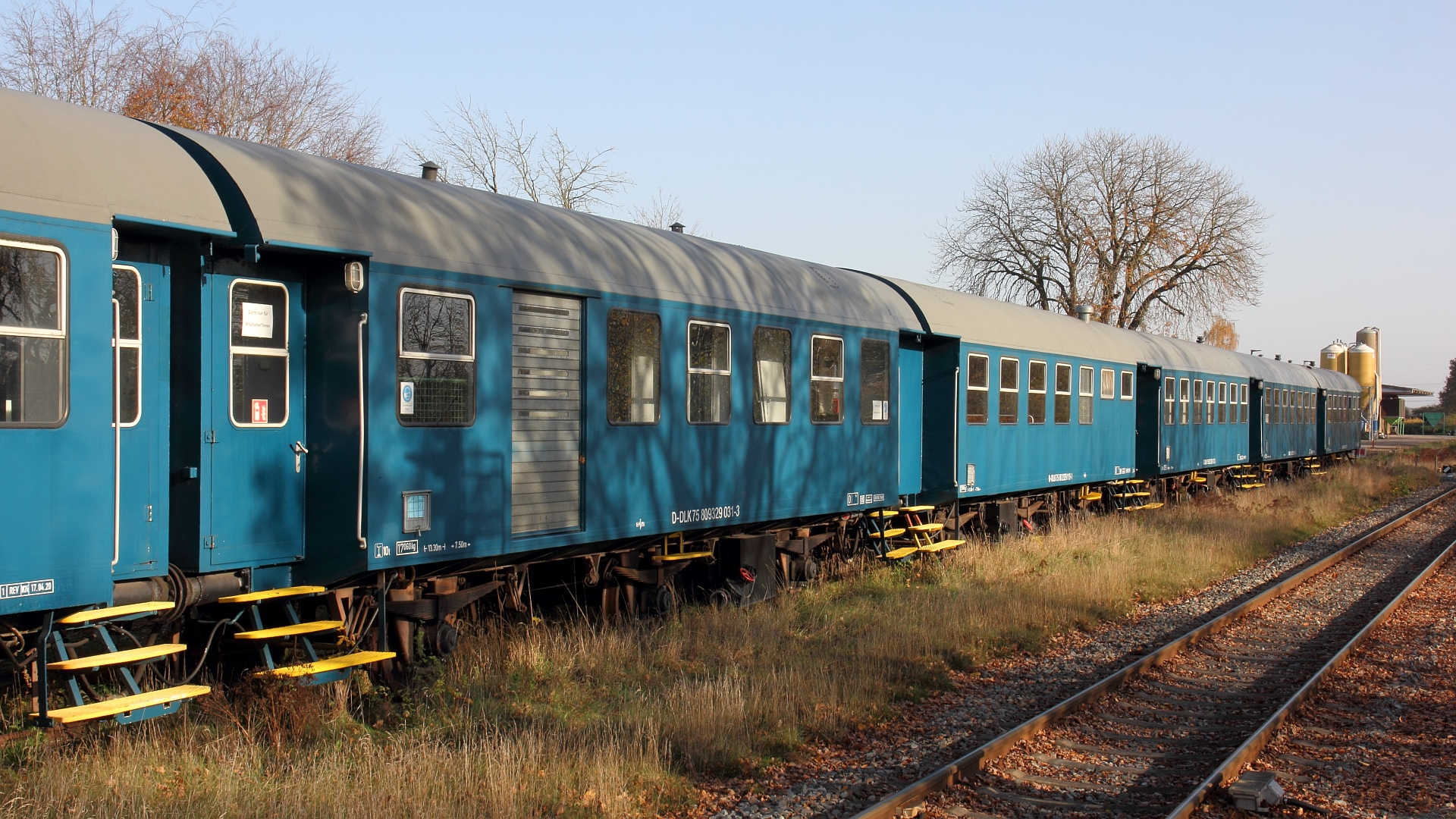
Der Ozeanblaue Zug im Bahnhof Geestenseth

Die unter Denkmalschutz stehenden früheren Bahnhofsgebäude in Geestenseth in der Gemeinde Schiffdorf dienen dem Projekt als Sitz und Produktionsstätte. Hier ist auch der Ozeanblaue Zug mit seinen zehn Waggons stationiert. In vier Schlafwagen können 17 Mitwirkende in Einzelkabinen untergebracht werden. Die übrigen Waggons beherbergen einen Speisesaal, eine Großküche, ein Theaterstudio, Werkstätten und ein Büro. Ein Güterwaggon steht für Theatertechnik zur Verfügung.
Durch den Bahnhof führt die Bahnstrecke Bremerhaven-Wulsdorf–Buchholz. Das Verkehrsunternehmen EVB bringt den Zug zu den Spielorten, an denen Aufführungen stattfinden sollen. Wenn ein Spielort keinen Bahnanschluss hat, steht dem Theater-Team ein Zeltlager zur Verfügung.
Die Aufführungen finden in der wärmeren Jahreszeit statt. Im Winter findet im eigenen Zug auf den Bahnhöfen der Region ein Kindertheater statt.